# Векошинка
Векошинка — деревня в Пермском крае России. Входит в Чайковский городской округ.

## География
Село расположено на одноимённой реке Векошинка (приток реки Камы), примерно в 11,5 км к северу от села Ваньки и в 21 км к северо-востоку от города Чайковского.

## История
В 2016 году статус населённого пункта был изменён с посёлок на деревня
С декабря 2004 до весны 2018 гг. деревня входила в Ваньковское сельское поселение Чайковского муниципального района.

## Население
| 2010 |
| ---- |
| 49   |

## Улицы
В деревне имеются улицы:
- Болотная ул.
- Галевская ул.
- Дорожная ул.
- Заречная ул.
- Лесная ул.
- Набережная ул.
- Нагорная ул.
- Центральная ул.

## Топографические карты
- Лист карты O-40-109 Чайковский. Масштаб: 1 : 100 000. Состояние местности на 1982 год. Издание 1983 г.